# Bitwa pod Kápolną
Bitwa pod Kápolną (dziś: Căpâlna) – starcie zbrojne, które miało miejsce 26/27 lutego 1849 pomiędzy Austrią a Węgrami, podczas powstania węgierskiego. 
Austriakami dowodził Alfred Windischgrätz, a wojskami powstańczymi Henryk Dembiński. Bitwa skończyła się klęską Węgrów.